# Hell of a Collection
Hell of a Collection е единственият сборен албум на финландската група The Rasmus, издаден през 2001 от Warner Music Finland. (версия с различни песни е издадена през 2003 година)
Групата го записва още, докато са още само Rasmus (по-късно го променят на The Rasmus). Това е първият албум, който правят след напускането на барабаниста Янне Хейсканен и заместването на мястото от Аки Хакала през 1998. Оригиналната версия се състои от 18 песни, като почти всички са в оригиналното си звучене от предишните албуми. Изключение правят последните парчета Liquid (Демо версия), което е демо на хитовата им песен Liquid, както и песните F-F-F-Falling и Chill, които са първите нови песни, откакто Аки замества Янне.
Rakkauslaulu (Любовна песен) е допълнителна песен от сингъла 1st (1995).
Life 705 излиза с първия албум на групата Peep през 1996. Нова версия е направена през 1999 и е издадена със сингъла Swimming with the Kids.
С изключение на миксираните и преправяните версии, албумът не съдържа нови песни.

## Ново лого
Групата променя логото си (на което е пишело само Rasmus) на ново, обградено с пламъци. Това е първият албум, на който се появява и това лого. Същото се използва за албума This Into и всички сингли до 2003, когато е заменено от „логото с листата“, което се използва до албума Black Roses.

## Песни
Песни 1 и 2 са написани от Лаури Ильонен, Ееро Хейнонен, Паули Рантасалми и Аки Хакала. Песни 3 – 18 са написани от Лаури Ильонен, Ееро Хейнонен, Паули Рантасалми и Янне Хеисканен (с изключение на номер 12).
1. F-F-F-Falling (Шведски ремикс) – 3:52 (по-късно издадена в Into)
2. Chill – 4:13 (по-късно издадена в Into)
3. Liquid – 4:17 (от албума Hell of a Tester)
4. Every Day – 3:18 (от албума Hell of a Tester)
5. City of the Dead – 3:22 (от албумаHell of a Tester)
6. Help Me Sing – 3:24 (от албума Hell of a Tester)
7. Playboys – 2:57 (от албума Playboys)
8. Blue – 3:14 (от албума Playboys)
9. Ice – 2:45 (от албума Playboys)
10. Sophia – 2:42 (от албума Playboys)
11. Wicked Moments – 2:56 (от албума[[Playboys)
12. Ghostbusters (Ray Parker Jr.) – 3:35 (от албума[[Peep)
13. Funky Jam – 2:11 (от албумаPeep)
14. Myself – 3:53 (от албума Peep)
15. P.S. – 2:56 (от албума Peep)
16. Rakkauslaulu – 3:35 (от сингъла 1st)
17. Life 705 (Version '99) – 5:42 (от сингъла Swimming with the Kids)
18. Liquid (Demo) – 3:11

## Продуценти
- Песни 1-2 продуцирани от Микаел Норд и Мартин Хансен
- Песен 3 продуцирана от The Rasmus и The Nose
- Песни 4-6 продуцирани от The Rasmus и Тейа Котилайнен
- Песни 7-11 продуцирани от The Rasmus и Иллка Херкман
- Песни 12-16 продуцирани от The Rasmus и Тейа Котилайнен
- Песен 17 продуцирана от The Rasmus